# Stan Valckx
Stan Valckx (Arcen, 20 oktober 1963) is een Nederlands voormalig profvoetballer die doorgaans centraal in de verdediging speelde. Hij speelde van 1983 tot 2000 voor FC VVV, PSV en Sporting Portugal. Valckx kwam daarnaast twintig keer uit voor het Nederlands voetbalelftal. Na zijn spelersloopbaan bleef hij in de voetbalwereld werkzaam in technische en bestuurlijke functies.

## Biografie

### Carrière als voetballer
Hij sloot in het seizoen 1982/83 aan bij de selectie van FC VVV, waar hij op 1 juni 1983 in het eerste elftal debuteerde in een met 0-2 verloren thuiswedstrijd tegen MVV in de nacompetitie. Na zes seizoenen, waarvan de laatste drie in de Nederlandse Eredivisie, verliet hij de Venlose club. PSV zag wel wat in Valckx, en trok hem aan voor het seizoen 1988/89. Valckx speelde hier tot 1992, waarna hij tekende bij Sporting Portugal. Hier voetbalde hij twee seizoenen, en verkaste tijdens zijn derde seizoen in Portugal in oktober 1994 weer terug naar PSV. Valckx bleef tot het eind van zijn carrière bij PSV spelen. In zijn gehele loopbaan speelde hij 436 wedstrijden in nationale competities, waarin hij 31 keer tot scoren kwam.
Valckx was ook een Nederlands international. In totaal speelde hij twintig officiële interlands voor het Nederlands elftal. Zijn debuut maakte hij op 26 september 1990, in de met 1-0 verloren vriendschappelijk wedstrijd tegen Italië. Ook de Ajacieden Dennis Bergkamp en Frank de Boer maakten in die wedstrijd hun debuut voor Oranje. Valckx speelde ook op het wereldkampioenschap voetbal 1994 in de Verenigde Staten.

## Statistieken
| Seizoen         | Club            | Competitie       | Competitie | Competitie | Beker | Beker | Overige1 | Overige1 | Totaal | Totaal |
| Seizoen         | Club            | Competitie       | Wed.       | Dlp.       | Wed.  | Dlp.  | Wed.     | Dlp.     | Wed.   | Dlp.   |
| --------------- | --------------- | ---------------- | ---------- | ---------- | ----- | ----- | -------- | -------- | ------ | ------ |
| 1982/83         | FC VVV          | Eerste divisie   | 0          | 0          | 0     | 0     | 2        | 0        | 2      | 0      |
| 1983/84         | FC VVV          | Eerste divisie   | 16         | 0          | 1     | 0     | 5        | 0        | 22     | 0      |
| 1984/85         | FC VVV          | Eerste divisie   | 33         | 2          | 2     | 0     | —        | —        | 35     | 2      |
| 1985/86         | FC VVV          | Eredivisie       | 34         | 3          | 1     | 0     | —        | —        | 35     | 3      |
| 1986/87         | FC VVV          | Eredivisie       | 31         | 6          | 3     | 2     | 3        | 0        | 37     | 8      |
| 1987/88         | FC VVV          | Eredivisie       | 32         | 4          | 5     | 2     | 6        | 0        | 43     | 6      |
| 1988/89         | PSV             | Eredivisie       | 32         | 0          | 4     | 0     | 7        | 0        | 43     | 0      |
| 1989/90         | PSV             | Eredivisie       | 24         | 1          | 4     | 1     | 2        | 0        | 30     | 2      |
| 1990/91         | PSV             | Eredivisie       | 31         | 0          | 4     | 0     | 2        | 0        | 37     | 0      |
| 1991/92         | PSV             | Eredivisie       | 28         | 4          | 2     | 0     | 5        | 0        | 35     | 4      |
| 1992/93         | Sporting CP     | Primeira Divisão | 33         | 4          | 5     | 0     | 2        | 0        | 40     | 4      |
| 1993/94         | Sporting CP     | Primeira Divisão | 30         | 2          | 6     | 0     | 6        | 0        | 42     | 2      |
| 1994/95         | Sporting CP     | Primeira Divisão | 6          | 0          | 0     | 0     | 2        | 0        | 8      | 0      |
| 1994/95         | PSV             | Eredivisie       | 27         | 3          | 1     | 0     | 0        | 0        | 28     | 3      |
| 1995/96         | PSV             | Eredivisie       | 31         | 1          | 5     | 0     | 6        | 0        | 42     | 1      |
| 1996/97         | PSV             | Eredivisie       | 29         | 1          | 2     | 0     | 5        | 0        | 36     | 1      |
| 1997/98         | PSV             | Eredivisie       | 16         | 0          | 3     | 0     | 4        | 0        | 23     | 0      |
| 1998/99         | PSV             | Eredivisie       | 2          | 0          | 0     | 0     | 1        | 0        | 3      | 0      |
| 1999/00         | PSV             | Eredivisie       | 1          | 0          | 0     | 0     | 0        | 0        | 1      | 0      |
| Carrière totaal | Carrière totaal | Carrière totaal  | 436        | 31         | 48    | 5     | 58       | 0        | 542    | 36     |

### Carrière als technisch manager
Na zijn actieve carrière trad Valckx in dienst van spelersmakelaar Kees Ploegsma. In 2004 keerde hij als technisch manager terug bij PSV. Hij werd hier de opvolger van Frank Arnesen. Valckx zegde in 2008 het vertrouwen in algemeen directeur Reker op, onder meer naar aanleiding van interne onderzoeken in opdracht van Reker naar malversaties bij transacties waarbij Valckx betrokken zou zijn geweest. Er werden geen onrechtmatigheden gevonden, maar een vertrouwensbreuk was geboren en op 13 mei 2008 werd Valckx op non-actief gezet door de directie van PSV, waarna in juli definitieve ontbinding van het contract volgde.
Vanaf januari 2009 ging Stan Valckx als technisch directeur in dienst bij de Chinese club Shanghai Shenhua.
Vanaf augustus 2010 gaat Valckx aan de slag bij Wisła Kraków. Hij bekleedt wederom de functie van technisch directeur. Ook speelde hij een belangrijke rol bij het aantrekken van Robert Maaskant als trainer voor deze club. Op het behalen van de Poolse landstitel in 2011 volgde in 2012 een teleurstellende zevende plaats, waarna Valckx stopte bij de Poolse club. Hierna werkte hij als consultant in de voetbalwereld, met een bemiddelingsrol tussen zaakwaarnemers, spelers en clubs.
In juni 2014 werd Valckx door VVV aangesteld als adviseur voetbalzaken en in die functie verantwoordelijk voor de samenstelling van de selectie en de algehele scouting. In juni 2015 werd Valckx aangesteld als technisch manager bij Anorthosis Famagusta. Daarnaast bleef hij zijn adviserende rol bij VVV behouden.. In februari 2016 werd die samenwerking beëindigd. VVV benoemde Valckx op 1 januari 2017 tot manager voetbal. Met ingang van 1 juli 2022 werd hij daar in die functie opgevolgd door Willem Janssen. Valckx bleef wel werkzaam voor de club als scout. Op 1 juli 2023 maakte VVV bekend dat het aflopende contract met Valckx niet werd verlengd, mede om financiële redenen.

## Erelijst
| Kampioen Eredivisie  | 5x | 1988/89, 1990/91, 1991/92, 1996/97, 1999/00 |
| KNVB beker           | 3x | 1988/89, 1989/90, 1995/96                   |
| Johan Cruijff Schaal | 3x | 1996, 1997, 1998                            |